# Ledd av nattens bleka stjärnor
Ledd av nattens bleka stjärnor är en psalmtext och väckelsesång författad av evangelisten i Helgelseförbundet Emil Gustafson. Texten hade ursprungligen fyra 8-radiga verser samt mellan första och andra verserna en körtext som lyder:
Du måste födas på nytt, :|:
Ja, sannerligen, sannerligen säger jag dig:
Nyfödas måste du!
Sångtexten grundade Emil Gustafson på Bibelns "Utan en varder född på nytt, kan han icke se Guds rike." från Johannesevangeliet 3. Den är i sin helhet påtagligt lik sångtexten till En rådsherre kom till Jesus en natt eller som En överste kom till Jesus en natt i August Anderssons Det glada budskapet 1896, som är en översättning av W. T. Sleeper's text Ye must be born again från 1877.

## Publicerad i
- Hjärtesånger 1895 som nr 3 under rubriken Väckelse- och inbjudningssånger med titeln Den nya födelsen.